# Єлизаветградківська волость
Єлізаветградківська волость — адміністративно-територіальна одиниця Олександрійського повіту Херсонської губернії.
Станом на 1886 рік складалася з 1 поселення, 1 сільської громади. Населення — 5559 осіб (2748 чоловічої статі та 2811 — жіночої), 1248 дворових господарства.
|                     | Площа, десятин | У тому числі орної, дес. |
| ------------------- | -------------- | ------------------------ |
| Сільських громад    | 11775          | 8836                     |
| Приватної власності | 11             | —                        |
| Казенної власності  | 196            | 196                      |
| Іншої власності     | 126            | 116                      |
| Загалом             | 12108          | 9142                     |

Єдине поселення волості:
- Єлизаветградка (Михайлівка) — село при річці Інгулець за 60 верст від повітового міста, 5559 осіб, 1248 дворів, 2 православні церкви, єврейська синагога, школа, винокурний завод, 9 лавок, 2 ярмарки на рік: 9 травня та 8 листопада, базари по п'ятницях. За 4 верст — залізнична станція, буфет.